# Szpital Rehabilitacyjny w Miłowodach
Szpital Rehabilitacyjny w Miłowodach – szpital znajduje się w miejscowości Kowanówko i pochodzi z lat 50. XIX wieku, przebudowany w latach 1920-1922 przez poznańskiego architekta Adama Ballenstaedta. W 2006 roku szpital został poddany likwidacji ze względu na zadłużenie i brak płynności finansowej. W lipcu tego samego roku Szpital Kardiologiczny w Kowanówku włączył w swoje struktury Szpital Miłowody i poszerzył działalność o rehabilitację narządu ruchu.

## Opis obiektu
Tereny szpitala zajmują około 20 ha, w tym ok. 14 ha zabytkowego parku. Budynek dwukondygnacyjny o powierzchni użytkowej (przed likwidacją) ma ok. 4500 m². W pokojach 3-5 osobowych znajduje się 120 łóżek. Charakterystyczny kształt budynku przetrwał do dziś.

## Historia szpitala
Kowanówko, wieś położona wzdłuż rzeki Wełny na północ od Obornik. Pierwsza wzmianka o Kowanówku pochodzi z 1356 roku. Wieś najpierw szlachecka, później należąca do wójtów obornickich. Już w początkach XVI wieku była tu karczma i młyn. W 1857 roku wieś i folwark były własnością Józefa Żelazko, który założył tu zakład leczniczy dla alkoholików i nerwowo chorych. Terapia opierała się na wykorzystaniu wód leczniczych ze źródła św. Jakuba. W okresie międzywojennym placówka w Miłowodach nazywana była „Krynicą Wielkopolski”, słynne źródło św.Jakuba bije tam do dziś.
W prywatnych pensjonatach Kowanówka oraz „Miłowodach” leczyło się i wypoczywało wiele osób należących do elity, m.in. Jan Czeraszkiewicz, Konstanty Ildefons Gałczyński oraz gen. Józef Haller. Tablica upamiętniająca pobyt generała znajduje się przed głównym wejściem do budynku.

## Lekarze
W Miłowodach pracowali między innymi lekarze:
- prof. Jan Żniniewicz, konsultant uzdrowiska i baleonolog,
- dr Ewa Zaleska – Szczytko, ordynator oddziału rehabilitacji i neurolog,
- dr Franciszek Łazarewicz – patron jednej z obornickich ulic,
- dr Włodzimierz Ambroziewicz – który wcześniej prowadził zakład wodoleczniczy w Zakopanem,
- doc. dr Kucharski,
- dr Łaszewski,
- dr Okulicz–Kozaryn,
- dr Watt.